# Saint-Just-près-Brioude
Saint-Just-près-Brioude är en kommun i departementet Haute-Loire i regionen Auvergne-Rhône-Alpes i centrala Frankrike. Kommunen ligger i kantonen Brioude-Sud som tillhör arrondissementet Brioude. År 2022 hade Saint-Just-près-Brioude 397 invånare.

## Befolkningsutveckling
Antalet invånare i kommunen Saint-Just-près-Brioude
| Referens: INSEE |